# Karonga (district)
Karonga is een district in Malawi. Het district heeft een oppervlakte van 3355 km² en heeft een inwoneraantal van 194.572. Het district ligt in het uiterste noorden van Malawi in het grensgebied met Tanzania.